# Епархия Святого Марона в Монреале
Епархия святого Марона (лат. Eparchia Sancti Maronis Marianopolitana Maronitarum) — епархия Маронитской католической церкви с центром в городе Монреаль, Канада. Юрисдикция епархии святого Марона распространяется на всю территорию Канады. Кафедральным собором епархии святого Марона является собор святого Марона в городе Монреаль.

## История
Верующие Маронитской католической церкви прибывали в Канаду несколькими большими эмиграционными волнами: в периоды с 1860 по 1914 гг., с 1930 по 1960 гг., с 1970 по 1980 гг. и с 1989 по 1991 гг. Общая численность маронитов в Канаде в настоящее время составляет около 80 тысяч человек.
27 августа 1982 года Римский папа Иоанн Павел II учредил для верующих Маронитской католической церкви, проживающих в Канаде, епархию святого Марона.
В 1985 году в Монреале был основан первый в Канаде маронитский монастырь.

## Ординарии епархии
- епископ Elias Shaheen (Chahine) (27.08.1982 — 23.11.1990);
- епископ Georges Abi-Saber (23.11.1990 — 7.02.1996);
- епископ Joseph Khoury (11.11.1996 — 10.01.2013);
- епископ Marwan Tabet (10.01.2013 — по настоящее время).

## Источник
- Annuario Pontificio, Libreria Editrice Vaticana, Città del Vaticano, 2003, ISBN 88-209-7422-3